# Großer Kreuzer

Großer Kreuzer Hertha, Schulschiff der kaiserlichen Marine

Als Große Kreuzer (nicht zu verwechseln mit Schweren Kreuzern) wurden in der deutschen kaiserlichen Marine Kreuzer mit einer Wasserverdrängung von mehr als 5500 t bezeichnet. Der Begriff wurde durch die Flottengesetze fixiert. 1898 sah das Erste Flottengesetz eine Zahl von zwölf Großen Kreuzern vor, von denen drei im Ausland eingesetzt werden sollten und drei der Reserve zugeordnet waren. Die geplante Zahl der Großen Kreuzer erhöhte sich bis zur letzten Vorkriegsnovelle des Gesetzes im Jahre 1912 auf 20.
In der Kaiserliche Marine fielen in die Klasse Großer Kreuzer anfangs sehr unterschiedliche Schiffe. So wurden besegelte Schiffe von Panzerfregatten in Große Kreuzer umklassifiziert, z. B. die beiden Schiffe der in England gebauten Kaiser-Klasse von 1874, Kaiser und Deutschland. Auch die 1868 ebenfalls als Panzerfregatte vom Stapel gelassene König Wilhelm, welche ursprünglich 1865 bei den Thames Ironworks in England für die türkische Marine auf Kiel gelegte worden, aber schon während der Bauarbeiten 1867 von Preußen angekauft worden war, wurde nach einem letzten Umbau im Jahr 1897 zum Großen Kreuzer umklassifiziert.
Die Kategorie umfasste weiter Geschützte Kreuzer, wie der Kaiserin Augusta, die fünf Kreuzer der Victoria-Louise-Klasse (Victoria Louise, Hertha, Hansa, Freya, Vineta) sowie neun Panzerkreuzern, von denen die Prinz Heinrich als erste unter den Bestimmungen des Flottengesetzes entstand:
| Name           | Stapellauf | Bauwerft     | Konstruktionsverdrängung | Baubezeichnung       |
| -------------- | ---------- | ------------ | ------------------------ | -------------------- |
| Fürst Bismarck | 1897       | K.W. Kiel    | 10.690 t                 | Ersatz Leipzig       |
| Prinz Heinrich | 1900       | K.W. Kiel    | 8.887 t                  | Neubau A             |
| Prinz Adalbert | 1901       | K.W. Kiel    | 9.087 t                  | Neubau B             |
| Friedrich Carl | 1902       | Blohm & Voss | 9.087 t                  | Ersatz König Wilhelm |
| Roon           | 1903       | K.W. Kiel    | 9.533 t                  | Ersatz Kaiser        |
| Yorck          | 1904       | Blohm & Voss | 9.533 t                  | Ersatz Deutschland   |
| Scharnhorst    | 1906       | Blohm & Voss | 11.616 t                 | Neubau D             |
| Gneisenau      | 1906       | AG Weser     | 11.616 t                 | Neubau C             |
| Blücher        | 1908       | K.W. Kiel    | 15.842 t                 | Neubau E             |

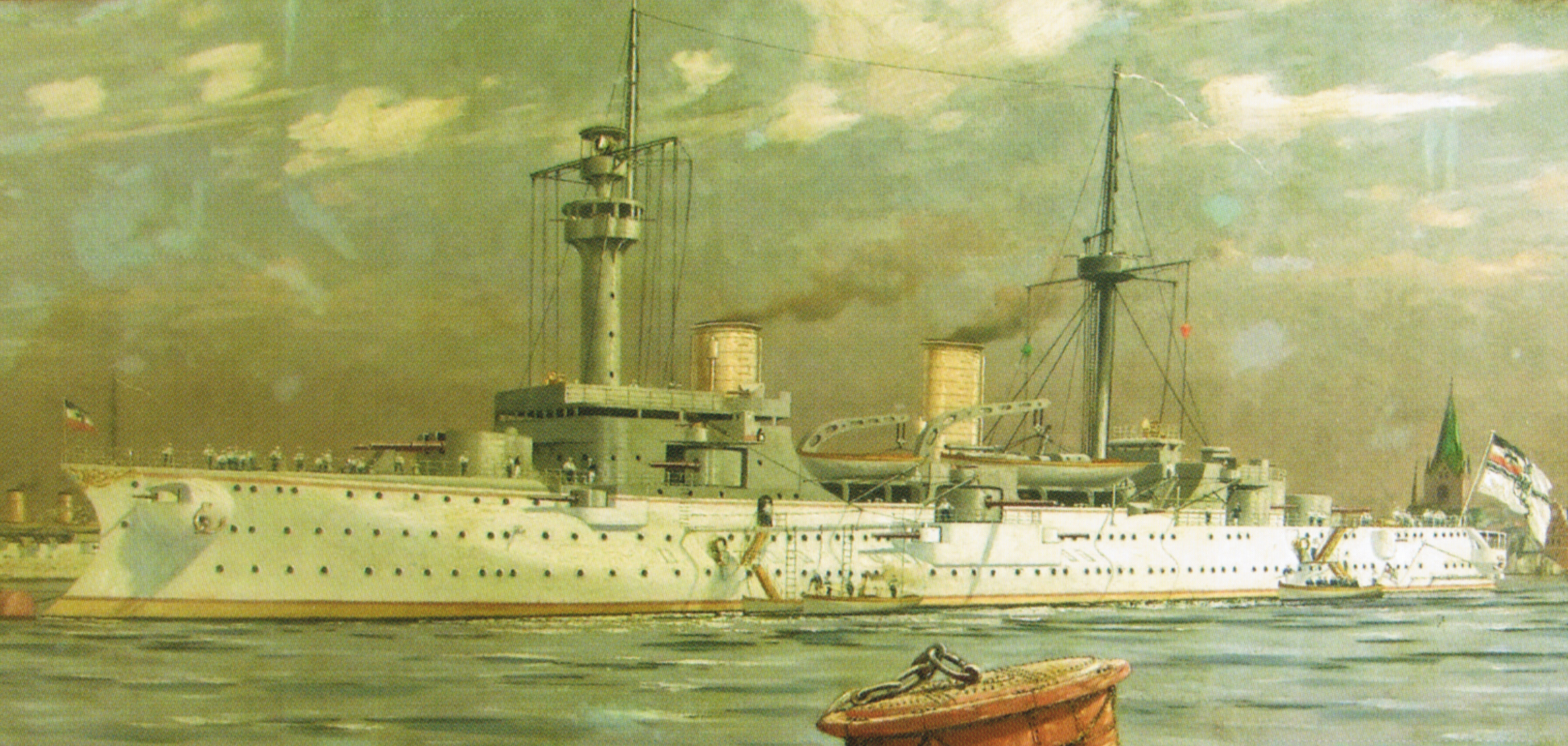
Großer Kreuzer Fürst Bismarck

In Deutschland war die Blücher der letzte Panzerkreuzer, die Von der Tann war der erste vollwertige Schlachtkreuzer. Dennoch wurden in der deutschen kaiserlichen Marine auch dieses Schiff sowie seine sechs fertiggestellten Nachfolger offiziell stets als Große Kreuzer bezeichnet.
| Name         | Stapellauf | Bauwerft           | Konstruktionsverdrängung | Baubezeichnung          |
| ------------ | ---------- | ------------------ | ------------------------ | ----------------------- |
| Von der Tann | 1909       | Blohm & Voss       | 19.370 t                 | Neubau F                |
| Moltke       | 1910       | Blohm & Voss       | 22.979 t                 | Neubau G                |
| Goeben       | 1911       | Blohm & Voss       | 22.979 t                 | Neubau H                |
| Seydlitz     | 1912       | Blohm & Voss       | 24.988 t                 | Neubau J                |
| Derfflinger  | 1913       | Blohm & Voss       | 26.600 t                 | Neubau K                |
| Lützow       | 1913       | Schichau           | 26.741 t                 | Ersatz Kaiserin Augusta |
| Hindenburg   | 1915       | K.W. Wilhelmshaven | 26.947 t                 | Ersatz Hertha           |
| Mackensen    | 1917       | Blohm & Voss       | 31.000 t                 | Ersatz Victoria Luise   |
| Graf Spee    | 1917       | Schichau           | 31.000 t                 | Ersatz Blücher          |

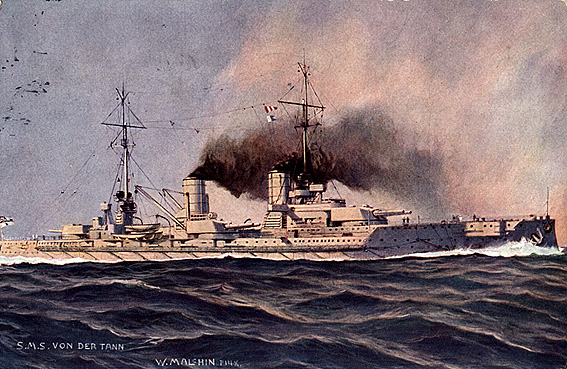
Großer Kreuzer Von der Tann

Diese Bezeichnungshandhabung war hauptsächlich haushaltsrechtlicher Natur, da die Marine so die Großkampfschiffe aus dem Kreuzeretat der Flottengesetze bauen konnte. Auch konnte so den Bestrebungen einiger Parteien begegnet werden, durch Umstellung auf den Bau eines „Vereinigungstyps“ aus Linienschiff und Schlachtkreuzer bei gleichzeitiger Reduktion der Anzahl der Einheiten Mittel zu sparen.
Inoffiziell verwendete man während des Ersten Weltkrieges dann auch die Benennung „Schlachtkreuzer“, denn als solche wurden sie auch eingesetzt: Sie bildeten zusammengefasst in der I. Aufklärungsgruppe den schnellen Aufklärungs- und Angriffsflügel der Schlachtflotte, etwa in der Seeschlacht vor dem Skagerrak (englisch Battle of Jutland).
Die US-Marine ließ gegen Ende des Zweiten Weltkriegs die Alaska-Klasse bauen, die als Large Cruisers (CB) klassifiziert wurden und Schlachtkreuzern ähnlich waren.